# Lista de sinagogas mais antigas do mundo

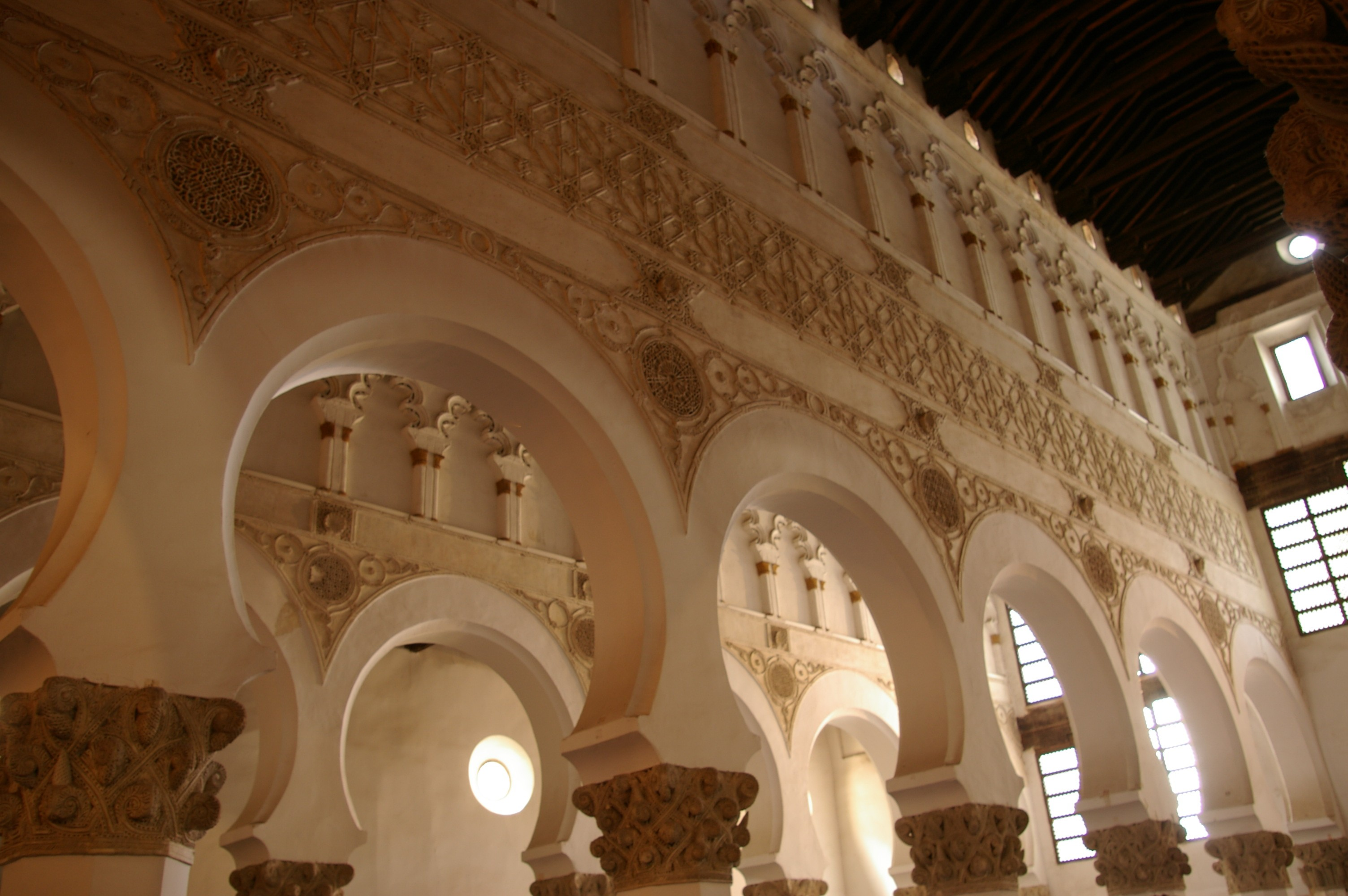
Sinagoga de Santa María la Blanca, construída em Toledo, na Espanha, em 1190.

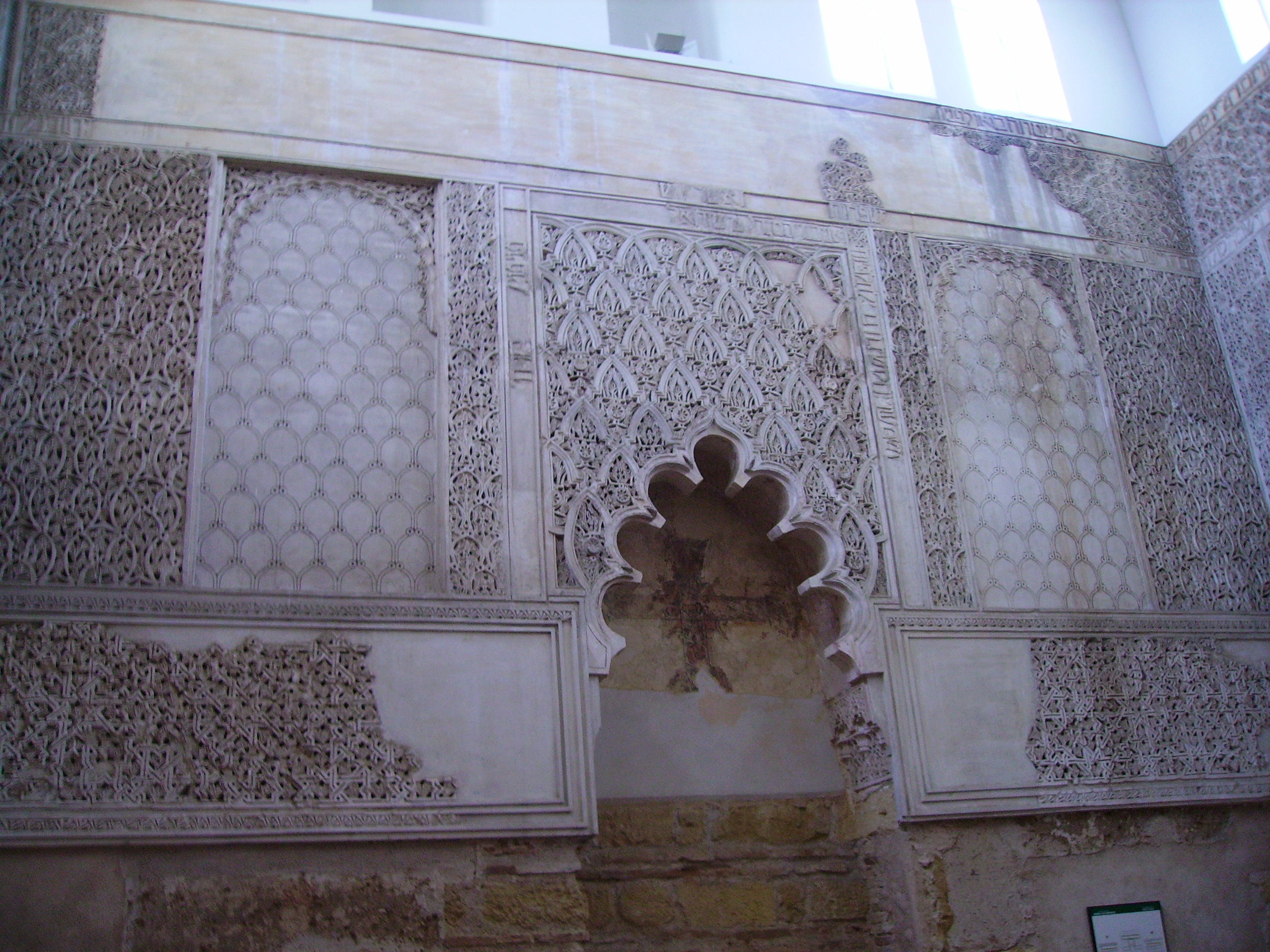
Sinagoga de Córdoba, do século XIV.

A denominação de sinagoga mais antiga do mundo requer uma definição cuidadosa. Diversas sinagogas muito antigas foram descobertas em escavações arqueológicas; algumas foram destruídas e reconstruídas diversas vezes sobre o mesmo local, de maneira que, embora o sítio sobre o qual o edifício esteja localizado tenha sido utilizado para fins religiosos desde tempos antigos, o edifício é relativamente moderno. Outros edifícios de sinagogas muito antigas ainda existem, porém foram usados por séculos como igrejas, mesquitas, ou para quaisquer outros propósitos.

## Sinagogas mais antigas

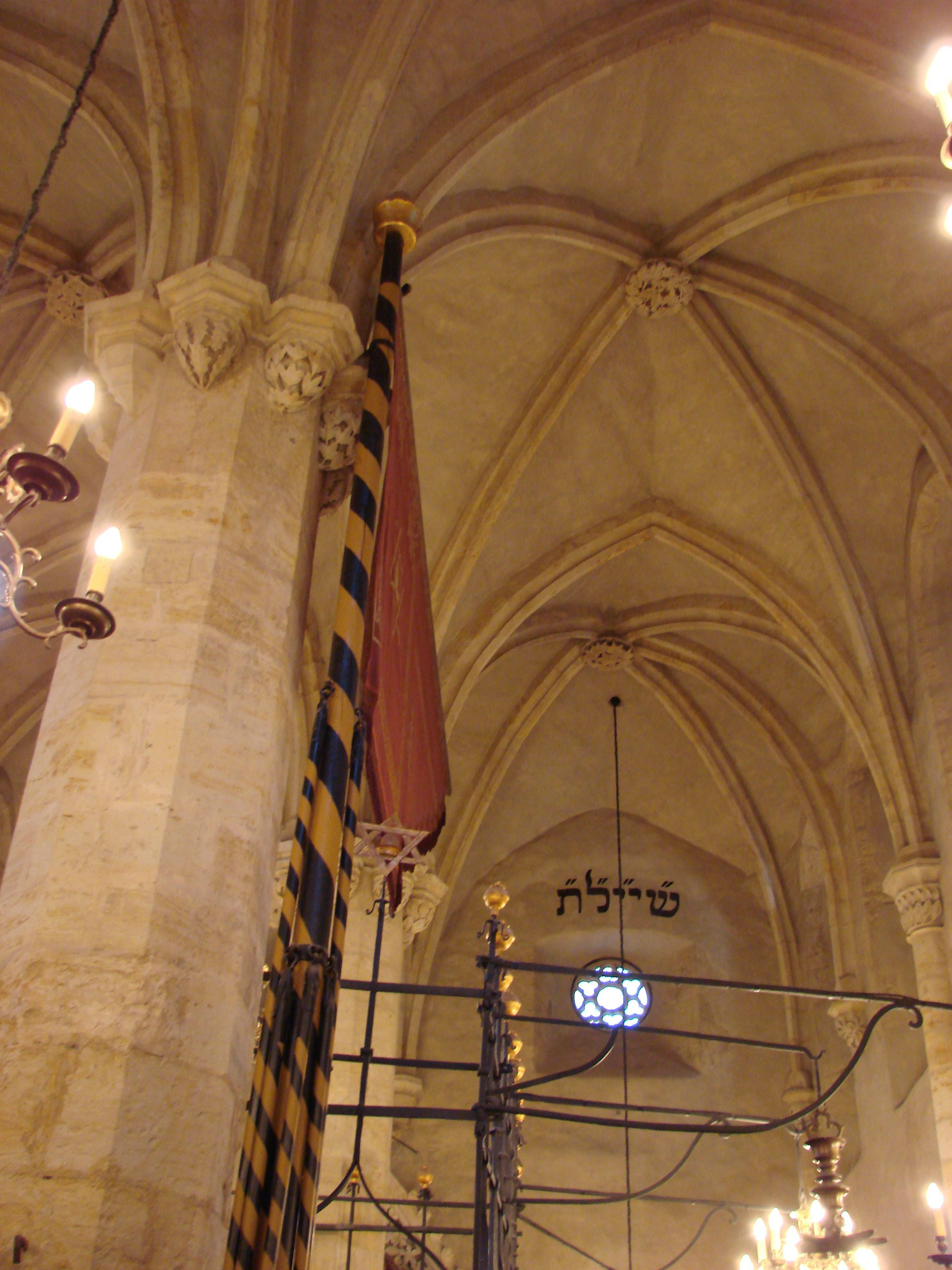
Interior da Sinagoga Velha-Nova, do século XIII, em Praga. Construída por volta do ano de 1270.

- Os indícios mais antigos de uma sinagoga são fragmentos de uma inscrição contendo a dedicação de uma sinagoga encontrados no Egito, que datam do século III a.C.[1]
- O edifício mais antigo de uma sinagoga já descoberto pelos arqueólogos é a Sinagoga de Delos, uma sinagoga samaritana que data de 150–128 a.C. ou até mesmo antes, e localiza-se na ilha de Delos, no mar Egeu.[2][3]
- A Sinagoga de Jericó, a mais antiga sinagoga do judaísmo dito 'padrão' a ter sido datada com segurança, foi construída entre 70 e 50 a.C., num palácio real de inverno nas proximidades de Jericó.[4]

### África

#### África do Sul
- Jardins Shul, fundada em 1841, é a congregação mais antiga da África do Sul. Seu edifício, construído em 1863 e ainda utilizado até hoje, pode ser o edifício mais antigo de uma sinagoga ainda em uso no mundo.

#### Tunísia
- Sinagoga de la Ghriba — Situada na ilha de Djerba, segundo a lenda, teria sido fundada por sacerdotes fugidos Jerusalém após a destruição do Templo de Salomão ordenado pelo imperador Nabucodonosor II da Babilónia em 586 a.C. Apesar de não haver provas da lenda ser fundamentada, dada a antiguidade da comunidade judaica de Djerba, é provável que seja a sinagoga mais antiga do Norte de África. É um lugar importante de peregrinação, que anualmente atrai milhares de peregrinos, vindos sobretudo das comunidades emigrantes de judeus com origem tunisina residentes em França e Israel.

### América do Norte
- A Sinagoga Touro, em Newport, Rhode Island, é o edifício mais antigo ainda usado como sinagoga da América do Norte. Foi construído em 1759, pela congregação Jeshuat Israel, fundada em 1658.

#### Canadá
- A Sinagoga Espanhola e Portuguesa de Montreal é a congregação mais antiga do Canadá.
- O edifício de 1863 da Congregação Emanu-El, em Vitória, na Colúmbia Britânica, provavelmente é o mais antigo do país a ter sido usado como sinagoga.

#### Estados Unidos
- A Congregação Shearith Israel, de 1654, é a congregação mais antiga dos Estados Unidos. Seu edifício atual data de 1897.

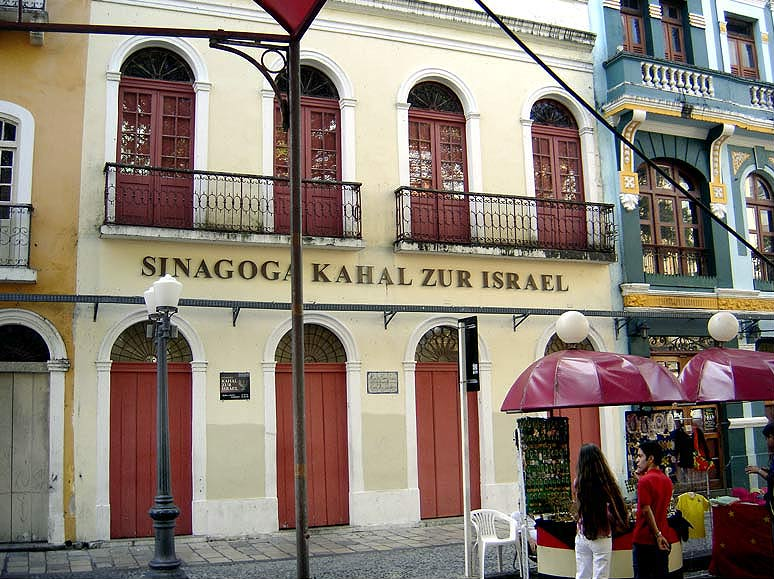
A Sinagoga Kahal Zur Israel, localizada em Recife, no Brasil, encontra-se sobre o sítio onde se erguia primeira sinagoga das Américas.

- A Sinagoga Touro, em Newport, Rhode Island, é a sinagoga mais antiga do país, tendo iniciado seus serviços no ano de 1763, e sua congregação fundada em 1658. O presidente John F. Kennedy a chamou de "um dos mais antigos símbolos da liberdade".[carece de fontes?]

### América do Sul
- A Sinagoga Kahal Zur Israel, em Recife, Pernambuco, no Brasil, erguida em 1636, foi a primeira sinagoga oficialmente construída nas Américas. Seus alicerces foram descobertos recentemente, e os edifícios do século XX construídos ali foram alterados, de modo a lembrarem uma sinagoga portuguesa do século XVII.
- A Sinagoga de Curação, da Congregação Mikvé Israel-Emanuel, construída em 1732, é a sinagoga mais antiga cujo edifício é utilizado até os dias de hoje, nas Américas do Sul e Central.[5]
- A Sinagoga Neveh Shalom, única sinagoga do Suriname, data do início do século XIX.

### Ásia
- A Sinagoga de Dura Europo, dos séculos II e III, na atual Síria, estão mais bem preservadas do que outras sinagogas mais antigas encontradas em escavações arqueológicas. Frequentemente é chamada de a mais antiga sinagoga ainda preservada.
- Em Cochi, no estado de Querala, na Índia, a Sinagoga Paradesi teria sido construída em 1568. É a sinagoga mais antiga do país.
- Em Gérasa, na Jordânia, os restos de uma sinagoga que data da Antiguidade Tardia foram encontrados.

#### Israel

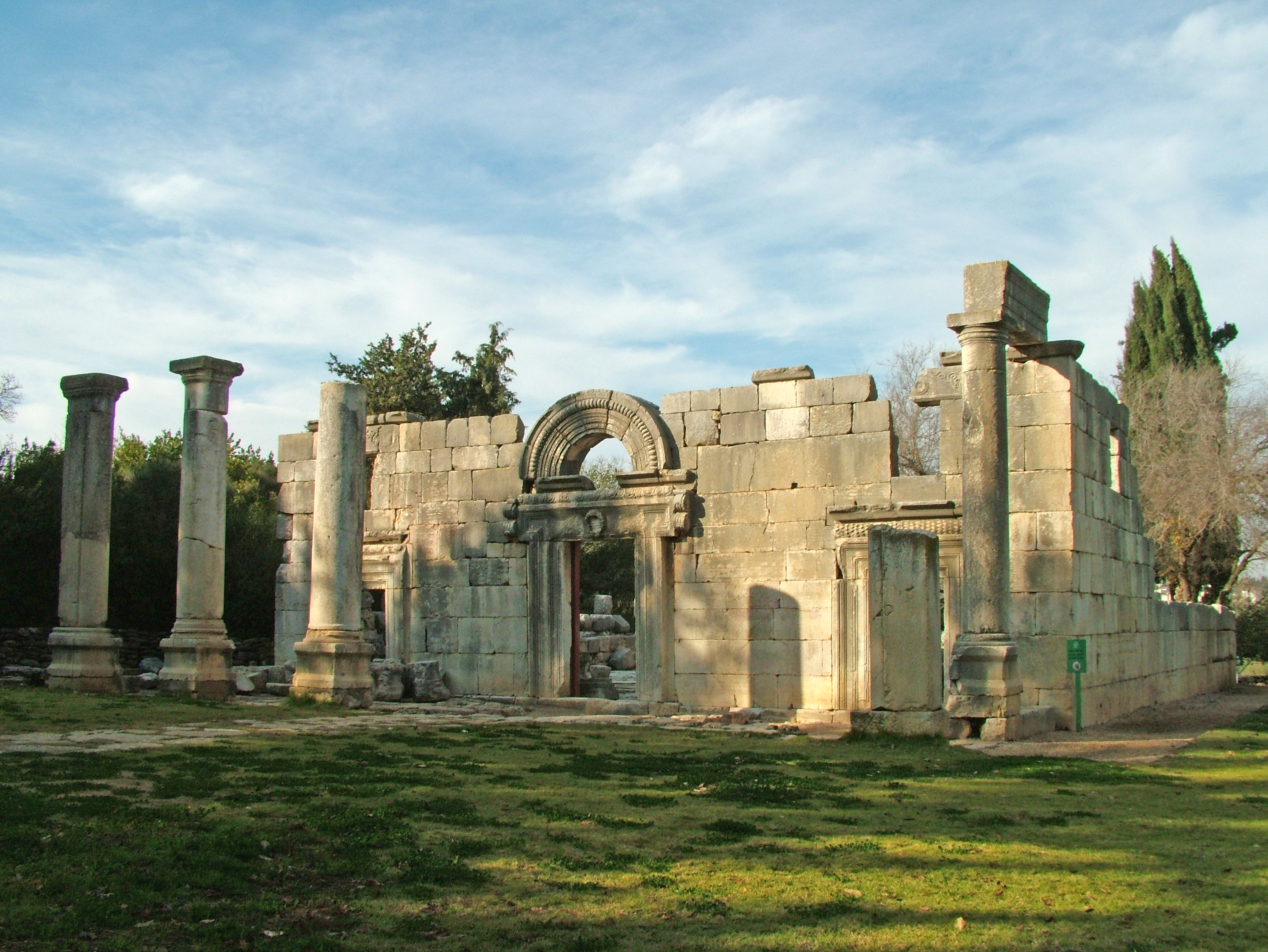
Ruínas da antiga sinagoga de Kfar Bar'am, na Galileia.

- Em Israel, arqueólogos descobriram diversas ruínas de sinagogas de dois mil anos atrás, incluindo muitas que eram utilizadas antes da destruição do Templo de Jerusalém. As ruínas da pequena sinagoga no topo de Massada é uma das mais bem-documentadas; data do período do Segundo Templo.
- Uma das sinagogas mais antigas ainda em uso é a Sinagoga Ari Ashkenazi, em Safed, que data do século XVI.
- A Sinagoga Shalom Al Israel, em Jericó, data do período bizantino, e costuma ser frequentada no início de cada um dos meses judaicos para orações e serviços.
- Existem sinagogas em Jerusalém que se localizam sobre os sítios de sinagogas muito mais antigas, mas como os edifícios antigos foram destruídos pelos governantes não-judeus da cidade, os edifícios atuais são reconstruções. A Sinagoga Caraíta de Jerusalém é a mais antiga das sinagogas ainda em uso na cidade, tendo sido construída no século VIII. Foi destruída pelos Cruzados em 1099, e os judeus impedidos de viver na cidade por 50 anos. Em 1187, Saladino devolveu o local aos judeus caraítas, que rapidamente reconstruíram a sinagoga. Serviu desde então continuamente, exceto durante a ocupação da cidade pelo exército jordaniano, de 1948 a 1967, quando o governo israelense a devolveu à comunidade caraíta, que terminou de restaurá-la em 1982.

### Europa

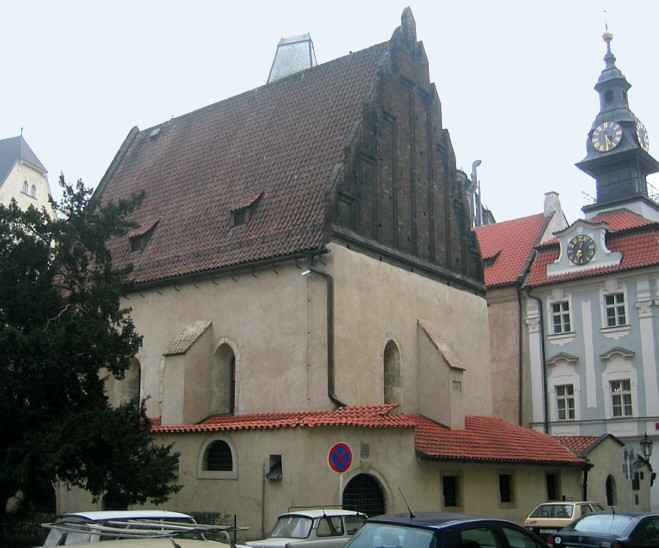
Construída por volta de 1270, a Sinagoga Velha-Nova de Praga (República Checa) é a mais antiga sinagoga em atividade do mundo.

- A sinagoga mais antiga a ter sido descoberta na Europa foi encontrada numa escavação arqueológica no antigo porto romano de Óstia. O edifício atual da Sinagoga de Óstia, da qual restam apenas parte das paredes e as colunas (colocadas em pé pelos arqueólogos), data do século IV. Escavações no local, no entanto, revelaram que ela se situa sobre o local onde foi construída uma sinagoga mais antiga, que data de meados do século I, de antes da destruição do Templo.[6]
- A Sinagoga Maior de Barcelona, construída no século III ou IV, já foi descrita como sendo a sinagoga mais antiga da Europa. Foi usada como sinagoga até o massacre dos judeus de Barcelona em 1391, quando passou a ser usada para outros propósitos até ser descoberta e restaurada na década de 1990.[7][8][9]
- A Sinagoga de Colônia, na cidade homônima alemã, escavada em 2007/2009, data do período pré-carolíngio (antes da década de 790). Existem fortes evidências que situariam sua construção no início do século IV, mais especificamente 312, quando o imperador romano Constantino (r. 306–337) concedeu um privilégio aos judeus da cidade.
- A Antiga Sinagoga (Erfurt), na cidade homônima alemã, construída por volta de 1100, é considerada por alguns estudiosos como a sinagoga mais antiga ainda em atividade na Europa.[10][11]
- Santa María la Blanca, construída em Toledo, Espanha, em 1190, por muito tempo foi considerada a sinagoga mais antiga da Europa ainda em uso. Foi consagrada como igreja depois da expulsão dos judeus da Espanha, no século XV, porém nenhuma grande alteração à sua estrutura foi feita. Atualmente não é mais usada para culto, e funciona como um museu.
- A sinagoga tida pela maior parte dos estudiosos como a mais antiga da Europa é a Alteneu Shul (Sinagoga Velha-Nova), em Praga, capital da República Checa, que data do século XIII (provavelmente 1270). A Alteneu Shul foi o púlpito do célebre rabino Yehuda Loew (o Maharal), e sua criação, o golem de Praga, esconderia-se dentro dela, segundo a lenda.
- A Sinagoga de Plymouth, na Inglaterra, Reino Unido, é a sinagoga mais antiga construída por judeus asquenazitas no mundo anglófono.[12]

#### Grécia
- A Sinagoga Kahal Shalom, em Rodes, de 1577, é a sinagoga mais antiga da Grécia cujo edifício ainda está de pé.

#### Polônia

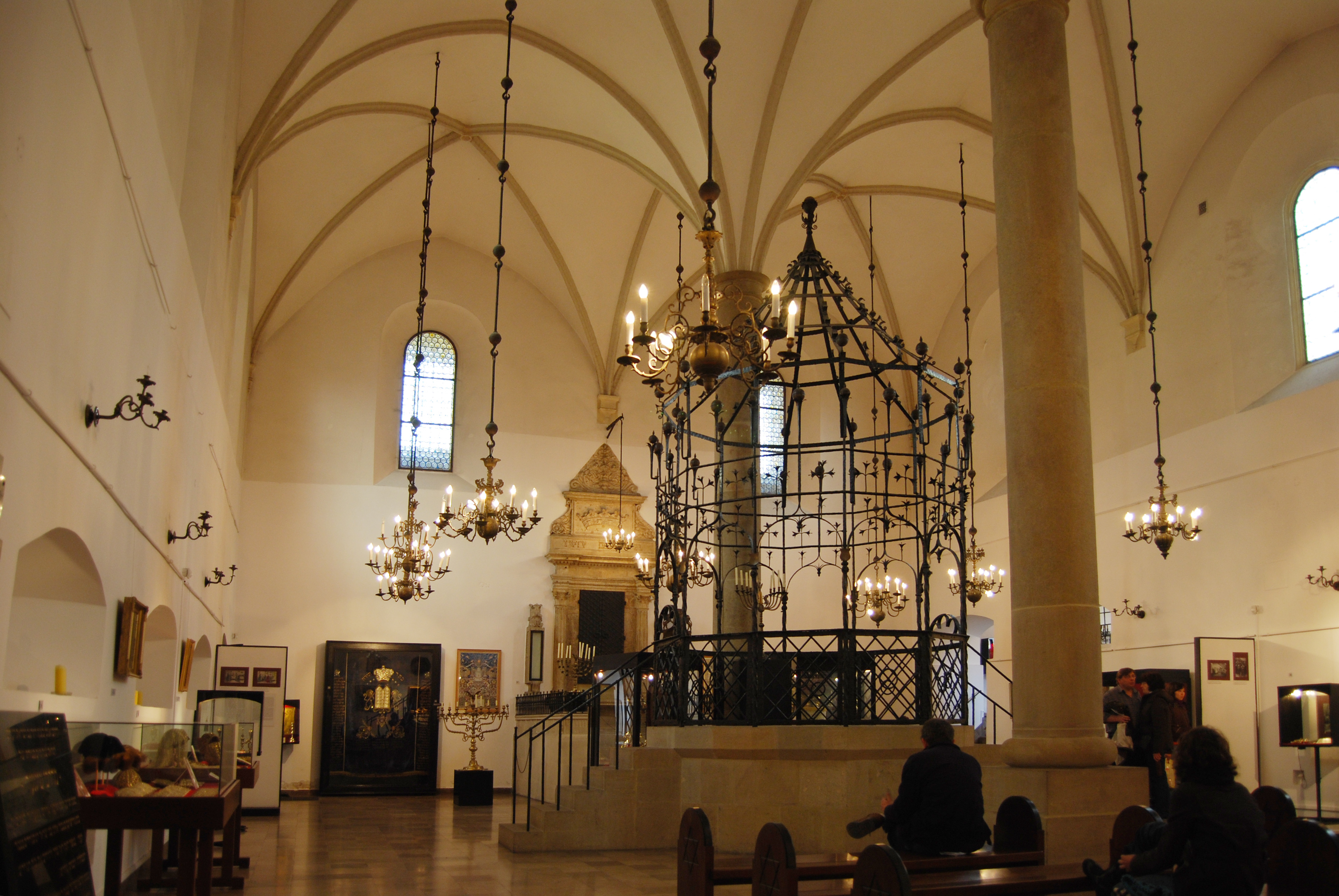
Interior da Antiga Sinagoga de Cracóvia.

- A Antiga Sinagoga de Cracóvia é a sinagoga mais antiga ainda em existência na Polônia.

#### Ucrânia
- A Sinagoga da Rosa Dourada, em Lviv, de 1582, encontra-se atualmente em ruínas.

#### Reino Unido
- A Sinagoga de Bevis Marks, em Londres, Inglaterra, construída em 1701, é a sinagoga mais antiga ainda em uso no Reino Unido.

### Oceania

#### Austrália
- A Sinagoga de Hobart (1845) é a sinagoga mais antiga ainda em existência na Austrália.
- Melbourne Hebrew Congregation é a congregação mais antiga. A sinagoga foi construída em 1841 e na localização atual, foi construída em 1930.
- A Grande Sinagoga de Sidnei é a congregação mais antiga.